# Priacma
Priacma (лат.) — жуков из семейства лакомки.
Известно 2 вида, один современный из Неарктики и один ископаемый вид из мелового бирманского янтаря.

## Описание
Современный вид Priacma serrata имеет длину от 9,6 до 12,5 мм и обитает в западной части Северной Америки.
Ископаемый вид †Priacma megapuncta имеет длину 11,8 мм.

## Классификация
Известны один современный один ископаемый вид и P. megapuncta из сеноманского янтаря бирманского возраста. Виды, ранее относившиеся к роду из формации Исянь в Китае, впоследствии были помещены в отдельный род Apriacma Kirejtshuk et al. 2016 (Cupedinae).
Род Priacma вместе с Paracupes рассматривают в составе трибы Priacmini Crowson 1962
- Priacma serrata LeConte, 1861

Ископаемый вид:
- †Priacma megapuncta Li, Liu, Jarzembowski, Yin, Huang & Cai, 2019[4]

Виды, ранее относимые к Priacma:
- †Priacma corrupta Ponomarenko, 1986[8]
- †Priacma longicapitis Ponomarenko, 1997[9]
- †Priacma oculata Ponomarenko, 1997
- †Priacma sanzii Soriano & Delclos, 2006[10]
- †Priacma striata Ponomarenko, 2000[11]